# Xã Forestville, Quận Fillmore, Minnesota
Xã Forestville (tiếng Anh: Forestville Township) là một xã thuộc quận Fillmore, tiểu bang Minnesota, Hoa Kỳ. Năm 2010, dân số của xã này là 356 người.